# Santo Antônio do Descoberto
Santo Antônio do Descoberto är en kommun i Brasilien.   Den ligger i delstaten Goiás, i den sydöstra delen av landet, 50 km sydväst om huvudstaden Brasília. Antalet invånare är 63 166.
Omgivningarna runt Santo Antônio do Descoberto är huvudsakligen savann. Runt Santo Antônio do Descoberto är det ganska tätbefolkat, med 70 invånare per kvadratkilometer.